# Anita Andreis
Anita Andreis hrvatska je glazbenica, skladateljica, kantautorica i glazbena producentica najpoznatija po autorskim ostvarenjima na području filmske glazbe.

## Životopis
Anita Andreis (Žganec), rođena je u Zagrebu, gdje se školovala i odrastala. Vrlo rano pokazala je glazbenu nadarenost, te počela učiti svirati gitaru, glasovir i klasičnu kompoziciju, te skladati s devet godina. 
Svoje glazbeno obrazovanje stiče na Berklee College of Music. Tijekom specijalizacije za “Produkciju glazbe za film i videoigre” nagrađena je stipendijom cijenjenog Michel Camila kao najperspektivniji Berklee student s izuzetnim postignućima, te završava magistarski studij smjera “Orkestracija i kompozicija glazbe za film i televiziju”.

### Filmska Glazba
Kao filmski skladatelj i orkestrator, surađuje s mnogim uglednim hrvatskim, američkim i ruskim filmskim redateljima, primjerice Silvijem Petranovićem (najgledaniji hrvatski dječji film i TV-serije: Šegrt Hlapić), Zdenkom Bašićem (animirani film Guliver), Paulom Sampsonom (Night of the Templar, žanr:triler, misterija), Kirkom Harrisom (The Kid: Chamaco, star:Martin Sheen, žanr:drama),  Tayom Zubovom (My Dear Fish, žanr:drama), Andrej Rehakom (animirani film Bobo, žanr:avantura, misterija) i drugima, za čije je filmove skladala i orkestrirala glazbu, a koju kritika opisuje glazbom prepunom emocije i intelektualne dubine koja uranja u pripovjedni karakter filma, od melankoličnog i eterično-romantičnog glazbenog izraza, sve do gustih orkestralnih tekstura brutalnog i agresivnog doživljaja kojeg se ne bi posramili ni najveći filmski skladatelji poput John Williamsa i Jerry Goldsmitha.

### Balet i kazalište
Kao skladatelj za balet i kazalište, Anita Andreis započinje u jubilarnoj 150. sezoni Hrvatskog Narodnog Kazališta u Zagrebu, 2010., kada je kao prva baletna premijera bio balet koreografa i redatelja Lea Mujića, “Tišina mog šuma”, za koji je Anita Andreis skladala glazbu, među kojom su i uglazbljeni stihovi Dobriše Cesarića u izvedbi Dragana Despota i Mary Crnkovic Pilas.
Svoju suradnju na baletnim predstavama sa svjetski priznatim koreografom Leom Mujićem nastavlja i na nagrađivanoj predstavi “Ghost” u produkciji New Orleans Ballet Organisation i Noca Instituta, SAD,  a koja je izvedena, osim u New Orleansu i širem SAD-a, također i u Amsterdamu i Beogradu.
Za kazališne predstave pisala je surađujući i s redateljem Markom Juragom, sinom hrvatskog glumca Slavka Jurage, na satiričnim predstavama Kazališta Komedije  “39 stepenica” za koju je skladala jazz noir, komične i ljubavne teme zvuka iz doba 1930.ih.
, nakon uspješnog odjeka njihove suradnje i glazbe Anite Andreis za provokativnu predstavu “Opet on”,  za koju je hrvatski priznati glumac Dražen Čuček primio veliku Nagradu hrvatskog glumišta, te pri govoru prilikom primanja nagrade oduševljeno pohvalio glazbu i skladateljski pristup skladateljice Anite Andreis.

### Kantautorstvo
Osim glazbe za film i kazalište, Andreis uspješno djeluje i na području alternativne pop rock glazbe. Javnost je upoznala novo i drugačije lice skladateljice Andreis, prvo, putem pjesme “Little Spring Snow Leftovers”, koja je premijerno puštena na američkom podcastu Women of substance a uslijedile su i pjesme: “Clever Trick”, “Your Pain is my Paint” i “Soldier” koje su izašle kao singlovi, te naišle na pozitivan odjek kritike  i slušatelja, te dugog zadržavanja na regionalnim i radio top listama, unatoč vrlo specifičnom zvuku na kojemu se može jasno prepoznati i njeno glavno područje djelovanja kao skladatelja filmske glazbe.
Sve pjesme je napisala, aranžirala i producirala sama autorica, a među glazbenicima instrumentalistima koji su doprinijeli njenom zvuku su basist Tomislav Franjo Šušak (Vatra), Nikola Nikita Jeremic na gitari i basu, Filip Žganec na bubnjevima, te Ognjen Cvekić na gitari i basu.

## Nagrade i priznanja
Nagrade za najbolju glazbu, Aniti Andreis uručene su na 1. Festivalu Hrvatskog animiranog filma 2011. za glazbu u animiranom filmu Guliver, redatelja Zdenka Bašića, te na 27.Danima hrvatskog filma za glazbu u filmu “Bobo”, redatelja Andreja Rehaka, 2018. za glazbu koja, prema riječima žirija, harmonira sa nostalgičnom i nadnaravnom pričom filma. Krajem 2019. godine na ISFMF (International Film and Sound Music Festival) glazba za film "Bobo" nagrađena je i s "Crystal Pine Award", u kategoriji najbolje originalne glazbe za kratak film.
Instrumentalna kompozicija “Monochromatic Recollections” 2015. zauzela je poziciju finalista na cijenjenom UK Songwriting Contest.

## Diskografija

### Albumi
- Chapter Three: Continuum, Clever Trick, 2019.[29]

### Soundtrack albumi
- The Brave Adventures of a Little Shoemaker (Original Motion Picture Soundtrack), Clever Trick, 2015.
- Bobo (Original Motion Picture Soundtrack), Clever Trick, 2019.

### Singlovi
- Little Spring Snow Leftovers
- Clever Trick
- Your Pain is my Paint
- Soldier

## Vanjske poveznice
- Anita Andreis – službene stranice
- IMDb: Anita Andreis (filmografija)
- HDS ZAMP: Anita Andreis (popis djela)
- Ravno do dna.com »Anita Andreis: Stvaralački čin je proces koji se mimoilazi sa svime što jedno vrijeme ili prostor donose (intervju)
- Ravno do dna.com »Anita Andreis - “glazbeno dijete” u širokom glazbenom spektru« (intervju)
- Seebiz.eu – Krešimir Butković: »Tata je kriv za sve«  Arhivirana inačica izvorne stranice od 17. travnja 2019. (Wayback Machine) (intervju)
- Cantus - Irena Paulus: »Anitin Eterični Glazbeni Duh« *Discogs.com – Anita Andreis (diskografija)
- Anita Andreis skladala glazbu za animirani film Bobo[neaktivna poveznica]  (članak)
- iTunes i Apple music
- Facebook Službena Fan Stranica
- Deezer: Glazbe Anite Andreis
- CD Baby: Anita Andreis  Arhivirana inačica izvorne stranice od 28. ožujka 2019. (Wayback Machine)
- Bandcamp: Anita Andreis
- YouTube:Anita Andreis (službeni video/audio kanal)
- Linkedin: Anita Andreis[neaktivna poveznica]
- Odabrana glazbena djela: Anita Andreis  Arhivirana inačica izvorne stranice od 27. travnja 2019. (Wayback Machine)